# مقصد نهایی ۲
مقصد نهایی ۲ (به انگلیسی: Final Destination 2) فیلمی آمریکایی در ژانر فراطبیعی ترسناک به کارگردانی دیوید آر الیس است. فیلم‌نامه این فیلم توسط اریک برس و جی. مکی گروبر بر اساس داستانی از گروبر، برس، و خالق این سری جفری ریدیک، به رشته تحریر درآمده است. این فیلم دنبالهٔ قسمت اول در سال ۲۰۰۰، و دومین قسمت از سری فیلم‌های مقصد نهایی به‌شمار می‌رود. در این فیلم بازیگرانی چون الی لارتر، ای. جی. کوک، مایکل لندز، دیوید پیتکاو، جیمز کرک، لیندا بوید، کیگان کونور تریسی، جاناتان چری، ترنس سی کارسون، تونی تاد، جاستینا ماچادو و سارا کارتر ایفای نقش کردند.
سومین فیلم تحت عنوان مقصد نهایی ۳، در فوریه ۲۰۰۶ به نمایش درآمد.

## خلاصه داستان
کیمبرلی کورمان جان عده‌ای را ازتصادف مهیبی در بزرگراه نجات می‌دهد او در پاسخ به سوالات پلیس می‌گوید این اتفاق را پیش از وقوع دیده‌است این حرف‌های او همه را به یاد پرواز شماره ۱۸۰ می‌اندازد وهمه وحشت می‌کنند و به فاصله اندکی مرگ نجات یافتگان آغاز می‌شود فقط یک نفر از مسافران پرواز شماره ۱۸۰ به نام کلیر ریورز (الی لارتر) زنده است واو هم در آسایشگاه روانی بستری شده‌است کیمبرلی برای کمک به نزد او می‌رود وسرانجام کلیر قبول می‌کند به آن‌ها کمک کند بعد از مدتی همه نجات یافتگان تصادف می‌فهمند که جان آن‌ها قبلاً به‌طور عجیبی نجات یافته (وگرنه تا به حال باید مرده بودند) وبه‌طور غیر مستقیم نجات یافتگان پرواز شماره ۱۸۰ باعث نجات جان آن‌ها شده و برای همین در لیست مرگ قرار گرفته‌اند و مرگ آن‌ها را تعقیب می‌کند